# Ville Ritola
Viljo Eino Ritola, detto Ville (Peräseinäjoki, 18 gennaio 1896 – Helsinki, 24 aprile 1982), è stato un mezzofondista e siepista finlandese.
È stato vincitore di otto medaglie olimpiche, di cui cinque d'oro e tre d'argento, in due partecipazioni ai Giochi olimpici. Per i suoi successi è stato rinominato "finlandese volante".

## Biografia
Nato a Peräseinäjoki, Ritola emigrò negli Stati Uniti all'età di diciassette anni per raggiungere le sette sorelle precedentemente emigrate.
Oltreoceano entrò nel Finnish-American Athletic Club allenandosi insieme a Hannes Kolehmainen, emigrato anche lui dopo i Giochi di Stoccolma del 1912, che tentò più volte di convincere Ritola, che poi rifiutò non ritenendosi ancora pronto, a prendere parte ai Giochi olimpici di Anversa del 1920.
I suoi primi Giochi furono così quelli di Parigi 1924 dove conquistò quattro medaglie d'oro e due d'argento. Nei 10000 metri, sfruttando l'assenza del connazionale Paavo Nurmi, trionfò con mezzo giro di pista di vantaggio sul secondo e stabilì anche il nuovo record mondiale abbassandolo di oltre dodici secondi. Tre giorni dopo dominò anche i 3000 metri siepi chiudendo con un vantaggio di 75 metri e il giorno successivo fu battuto da Nurmi nei 5000 metri, che lo batté anche nella gara di corsa campestre individuale portando così la Finlandia a vincere anche la medaglia d'oro a squadre, successo bissato nei 3000 metri a squadre.
Quattro anni dopo ad Amsterdam si piazzò secondo nei 10000 metri, ancora dietro Nurmi, ma si rifece nella sua ultima gara, i 5000 metri, dove batté il connazionale di dodici metri. Al termine di quest'edizione dei Giochi si ritirò dall'attività agonistica.
Nel 1971 tornò in patria e dodici anni dopo morì nella sua casa di Helsinki.

## Palmarès
| Anno | Manifestazione  | Sede      | Evento            | Risultato | Prestazione | Note            |
| ---- | --------------- | --------- | ----------------- | --------- | ----------- | --------------- |
| 1924 | Giochi olimpici | Parigi    | 5000 m piani      | Argento   | 14'31"4     |                 |
| 1924 | Giochi olimpici | Parigi    | 10000 m piani     | Oro       | 30'23"2     | Record mondiale |
| 1924 | Giochi olimpici | Parigi    | 3000 m siepi      | Oro       | 9'33"6      | Record olimpico |
| 1924 | Giochi olimpici | Parigi    | 3000 m a squadre  | Oro       | 8 p.        |                 |
| 1924 | Giochi olimpici | Parigi    | Cross individuale | Argento   | 34'19"4     |                 |
| 1924 | Giochi olimpici | Parigi    | Cross a squadre   | Oro       | 11 p.       |                 |
| 1928 | Giochi olimpici | Amsterdam | 5000 m piani      | Oro       | 14'38"0     |                 |
| 1928 | Giochi olimpici | Amsterdam | 10000 m piani     | Argento   | 30'19"4     |                 |
| 1928 | Giochi olimpici | Amsterdam | 3000 m siepi      | Finale    | dnf         |                 |